# Tele Antillas
Tele Antillas è un'emittente televisiva dominicana.

## Principali programmi
- Fiesta
- Uno + Uno
- Sube y baja del 2
- El show de la noche
- De buen humor
- 7 x 7 Roberto (segunda etapa)
- Sección 2
- Noticiero Teleantillas
- Cine club 2
- Conecta - 2
- Iamdra full
- Béisbol a estilo Teleantillas (Temporada béisbol invernal 1985-1986)
- El show de robertico
- 100 grados (segunda etapa)